# Equipe australiana na Copa Billie Jean King
A equipe australiana na Copa Billie Jean King representa a Austrália na Copa Billie Jean King, principal competição de tênis feminina por equipes do mundo. É administrada pela Tennis Australia.
Conquistou sete títulos, sendo todos nos anos 1960 e 1970.

## Última convocação
Para o Finals de 2023, em novembro:
- Kimberly Birrell
- Storm Hunter
- Ellen Perez
- Daria Saville
- Ajla Tomljanović